# С согласия суда
«С согласия суда» (англ. Judicial Consent) — криминальный триллер с элементами детектива. Фильм имеет и другое название — «Приговорённая».

## Сюжет
Главная героиня фильма — женщина-судья Гвен Уорик, которая идёт вверх по карьерной лестнице и становится верховной судьёй штата. Но в результате чьи-то злых козней она сама становится подозреваемой.

## В ролях
| Актёр         | Роль                           |
| ------------- | ------------------------------ |
| Бонни Беделиа | Гвен Уорик                     |
| Билли Уэрт    | Мартин                         |
| Уилл Пэттон   | Алан Уорик                     |
| Лиза Блаунт   | окружной прокурор Тереза Льюис |
| Дэбни Коулмен | Чарльз Майрон                  |